# Orion Pictures
Az Orion Pictures egy filmipari vállalat volt. Nevét a Orion csillagképről kölcsönözte, maga a logója is csillagkép. 1978-ban alapította öt, a United Artists-ból kivált vezető. Filmjeiket az elején a Warner Bros. forgalmazta. Az első jelentősebb sikerüket a Monty Python-csapat Brian élete és az Excalibur című filmek hozták meg. 1982-ben az Orion megszüntette a Warner szerződéseit és önmaga kezdte el bemutatni a filmjeit, de műtermei nem voltak. Bevezették az United Artistsnál meghonosodott alkotói szabadság fogalmát. Woody Allen is a csapathoz került, filmjei sem jelentős költségvetést nem igényeltek, sem kasszasikert nem hoztak, de szakmai reputációt annál inkább. Jonathan Demme A bárányok hallgatnak című, többszörös Oscar-díjas filmje is itt készült. A nyolcvanas években sok sikerfilmet könyvelhetett el a stúdió, azonban volt egy jelentős hátránya a többi céggel szemben, nem rendelkezett saját gyártású infrastruktúrával és a hozzá tartozó ingatlanokkal. 500 millió dolláros veszteségük elérésekor 1991-ben bank-csődeljárást kezdeményezett saját maga ellen. 1993-ban ismét megkezdte a filmgyártást, de már jelentős sikereket nem ért el. Legvégül, 1996-ban fizetésképtelenné vált.

## Filmek

### Forgalmazóként

#### 1990-es évek
- One Man's Hero (1999)
- Music From Another Room (1998)
- Storefront Hitchcock (1998)
- Behind Enemy Lines (1998)
- Best Men (1997)
- The Locusts (1997)
- City of Industry (1997)
- 8 Heads in a Duffel Bag (1997)
- Ulee's Gold (1997)
- Phat Beach (1996)
- The Arrival (1996)
- Original Gangstas (1996)
- The Substitute (1996)
- I Shot Andy Warhol (1996)
- Illegal in Blue (1995)
- Bar Girls (1994)
- Kék ég (Blue Sky) (1994)
- There Goes My Baby (1994)
- Playmaker (1994)
- The Favor (1994)
- Clifford (1994)
- China Moon (1994)
- 54-es, jelentkezz! (1994)
- Me and the Kid (1993)
- RoboCop 3 (1993)
- The Dark Half (1993)
- Love Field (1992)
- Article 99 (1992)
- Shadows and Fog (1992)
- North of Chiang Mai (1992)
- Aranyláncok (1991)
- Intensive Care (1991)
- Married to It (1991)
- Little Man Tate (1991)
- Mystery Date (1991)
- Bill & Ted's Bogus Journey (1991)
- F/X2 (1991)
- A bárányok hallgatnak (1991)
- Eve of Destruction (1991)
- Missing Pieces (1991)
- Zeiramu (1991)
- Alice (1990)
- Mermaids (1990)
- Farkasokkal táncoló (Dances with Wolves) (1990)
- State of Grace (1990)
- Elit kommandó (Navy SEALs) (1990)
- RoboCop 2 (1990)
- Cadillac Man (1990)
- Miami Blues (1990)
- A pentagram (The First Power) (1990)
- Kék kopó (The Last of the Finest) (1990)
- Az élvhajhász (Love at Large) (1990)
- Kitúr-lak (Madhouse) (1990)
- Végzetes érdekek (Everybody Wins) (1990)
- The Radicals (1990)

#### 1980-as évek
- She-Devil (1989)
- Prancer (1989)
- Valmont (1989)
- Crimes and Misdemeanors (1989)
- Erik the Viking (1989)
- Heart of Dixie (1989)
- The Package (1989)
- Rude Awakening (1989)
- UHF (1989)
- Lost Angels (1989)
- Speed Zone! (1989)
- Farewell to the King (1989)
- Bill & Ted's Excellent Adventure (1989)
- Dirty Rotten Scoundrels (1988)
- Lángoló Mississippi (Mississippi Burning) (1988)
- Without a Clue (1988)
- Another Woman (1988)
- Eight Men Out (1988)
- Married to the Mob (1988)
- Mac and Me (1988)
- Monkey Shines (1988)
- Bull Durham (1988)
- Colors (1988)
- Johnny Be Good (1988)
- Dominick and Eugene (1988)
- The House on Carroll Street (1988)
- The Unbearable Lightness of Being (1988)
- The In Crowd (1988)
- The Couch Trip (1988)
- September (1987)
- Throw Momma from the Train (1987)
- Cherry 2000 (1987)
- No Man's Land (1987)
- House of Games (1987)
- Best Seller (1987)
- No Way Out (1987)
- Lionheart (1987)
- Robotzsaru (RoboCop) (1987)
- The Believers (1987)
- Malone (1987)
- Making Mr. Right (1987)
- Murder by the Book (1987)
- Radio Days (1987)
- Hotel Colonial (1987)
- A szakasz (Platoon) (1986)
- Grey: Dijitaru tâgetto (1986)
- ¡Three Amigos! (1986)
- Hoosiers (1986)
- Something Wild (1986)
- Foreign Body (1986)
- Haunted Honeymoon (1986)
- Opposing Force (1986)
- Back to School (1986)
- Absolute Beginners (1986)
- Just Between Friends (1986)
- Trükkös halál (F/X) (1986)
- Hannah és nővérei (Hannah and Her Sisters) (1986)
- At Close Range (1986)
- The Longshot (1986)
- Miracles (1986)
- Remo Williams: The Adventure Begins (1985)
- Maxie (1985)
- Beer (1985)
- Flesh & Blood (1985)
- The Heavenly Kid (1985)
- Secret Admirer (1985)
- Ran (1985)
- The Return of the Living Dead (1985) (USA) (theatrical)
- Code of Silence (1985)
- Desperately Seeking Susan (1985)
- Kairó bíbor rózsája (The Purple Rose of Cairo) (1985)
- The Mean Season (1985)
- The Falcon and the Snowman (1985)
- The Making of 'The Mean Season' (1985) (TV)
- Gengszterek klubja (The Cotton Club) (1984)
- Victims for Victims: The Theresa Saldana Story (1984) (TV)
- Terminátor – A halálosztó (The Terminator) (1984)
- Heartbreakers (1984)
- Amadeus (1984)
- The Bay Boy (1984)
- The Woman in Red (1984)
- Cheech & Chong's The Corsican Brothers
- Beat Street (1984)
- A Breed Apart (1984)
- The Bounty (1984)
- Up the Creek (1984)
- The Hotel New Hampshire (1984)
- Harry and Son (1984)
- Broadway Danny Rose (1984)
- Scandalous (1984)
- A Matter of Sex (1984) (TV)
- The Making of 'Terminator' (1984) (TV)
- The Making of 'The Corsican Brothers' (1984) (TV)
- The Making of 'The Woman in Red' (1984) (TV)
- The Making of 'Up the Creek' (1984) (TV)
- Gorky Park (1983)
- Amityville 3-D (1983)
- Under Fire (1983)
- Never Say Never Again (1983)
- Strange Invaders (1983)
- Easy Money (1983)
- Zelig (1983)
- Class (1983)
- Yellowbeard (1983)
- Breathless (1983)
- Carmen (1983/I)
- Lone Wolf McQuade (1983)
- Pauline à la plage (1983)
- The Making of 'Class' (1983) (TV)
- The Making of 'Gorky Park' (1983) (TV)
- The Making of 'Lone Wolf McQuade' (1983) (TV)
- Split Image (1982)
- Rambo – Első vér First Blood (1982)
- Amityville II: The Possession (1982)
- A Midsummer Night's Sex Comedy (1982)
- Summer Lovers (1982)
- The Escape Artist (1982)
- Hammett (1982)
- The Making of 'First Blood' (1982) (TV)
- Sharky's Machine (1981)
- Four Friends (1981)
- Rollover (1981)
- Prince of the City (1981)
- Wolfen (1981)
- Arthur (1981)
- The Hand (1981)
- Excalibur (1981)
- Sphinx (1981)
- Battle Beyond the Stars (1980)
- The Awakening (1980) (közösen a Warner Bros.-val)
- The Fiendish Plot of Dr. Fu Manchu (1980)
- Caddyshack (1980)
- Gyilkossághoz öltözve (Dressed to Kill) (1980)
- Union City (1980)
- Die Laughing (1980)
- Nothing Personal (1980)
- Simon (1980)
- Heart Beat (1980)

#### 1970-es évek
- The Great Santini (1979)
- 10 (1979)
- Time After Time (1979)
- Brian élete (Life of Brian) (1979)
- The Wanderers (1979)
- A Little Romance (1979) … Distributor (1979) (USA
- Love at First Bite (1979)
- Mad Max (1979)
- California Dreaming (1979)
- The Making of 'Golden Girl' (1979) (TV)
- Over the Edge (1979)
- Promises in the Dark (1979)

### Filmgyártóként

#### 1990-es évek
- Behind Enemy Lines (1998)
- Best Men (1997)
- Gang Related (1997)
- The Locusts (1997)
- 8 Heads in a Duffel Bag (1997)
- Phat Beach (1996)
- Bar Girls (1994)
- Kék ég (1994)
- Clifford (1994)
- Addams Family Values (1993)
- RoboCop 3 (1993)
- Article 99 (1992)
- Shadows and Fog (1992)
- The Addams Family (1991)
- Little Man Tate (1991)
- Mystery Date (1991)
- A bárányok hallgatnak (1991)
- Alice (1990)
- State of Grace (1990)
- The Hot Spot (1990/I)
- Navy Seals (1990)
- RoboCop 2 (1990)
- Cadillac Man (1990)
- The Last of the Finest (1990)
- Madhouse (1990)
- Everybody Wins (1990)
- Parker Kane (1990) (TV)

#### 1980-as évek
- She-Devil (1989)
- The Package (1989)
- UHF (1989)
- Great Balls of Fire! (1989)
- Dark Holiday (1989) (TV)
- Dirty Rotten Scoundrels (1988)
- Mississippi Burning (1988)
- Eight Men Out (1988)
- Married to the Mob (1988)
- Monkey Shines (1988)
- Colors (1988)
- Johnny Be Good (1988)
- Dominick and Eugene (1988)
- The House on Carroll Street (1988)
- The Murder of Mary Phagan (1988) (TV)
- The Couch Trip (1988)
- Cherry 2000 (1987)
- No Way Out (1987)
- RoboCop (1987)
- The Believers (1987)
- Malone (1987)
- Making Mr. Right (1987)
- Radio Days (1987)
- Condor (1986) (TV)
- Haunted Honeymoon (1986)
- F/X (1986)
- Hannah and Her Sisters (1986)
- Florida Straits (1986) (TV)
- Brass (1985) (TV)
- Maxie (1985)
- Beer (1985)
- Cheech & Chong's The Corsican Brothers (1984)
- Up the Creek (1984)
- Easy Money (1983)
- Zelig (1983)
- Class (1983)
- A Midsummer Night's Sex Comedy (1982)
- Under the Rainbow (1981)
- Arthur (1981)
- The Hand (1981)
- Excalibur (1981)
- The Awakening (1980)
- Caddyshack (1980)
- Simon (1980)
- Heart Beat (1980)

#### 1970-es évek
- 10 (1979)
- The Wanderers (1979)
- Over the Edge (1979)
- Promises in the Dark (1979)

## Külső hivatkozások
- Az Orion Pictures az Internet Movie Database oldalain